# Tourville-la-Rivière
Tourville-la-Rivière é uma comuna francesa na região administrativa da Normandia, no departamento de Sena Marítimo. Estende-se por uma área de 7,99 km². Em 2010 a comuna tinha 2 525 habitantes (densidade: 316 hab./km²).